# La Torrota
La Torrota és una torre de Foradada (Noguera) declarada bé cultural d'interès nacional. Les ruïnes, sont al vessant de llevant d'un turó, al costat del canal d'Urgell.

## Descripció
Es tracta de les restes d'una església, de la qual només s'ha conservat la capçalera, sense vestigis visibles de la nau o les naus. La capçalera és formada per dos absis semicirculars precedits d'arcs presbiterals, dels quals és més gran el situat al nord. Ambdós tenien una finestra de doble esqueixada als centres respectius. Fa la impressió que l'edifici no s'arribà a construir totalment i fou reaprofitat amb posterioritat per construir-hi a sobre una torre prismàtica sobre l'absis sud. La tipologia del projecte original és molt sorprenent. Seria un edifici d'una sola nau (o dues) amb una capçalera de dos absis desiguals. L'absis del nord seria el central d'una capçalera de tres absis. No obstant, l'estat del mur nord exclou totalment la possibilitat d'un tercer absis en aquest sector. Aquesta desigualtat és l'element més sorprenent si no és que l'obra fos concebuda com a triabsidal però ja modificada des del plantejament. Una exploració arqueològica n'aclariria els interrogants constructius.
L'aparell de les dues parts del conjunt, l'església i la torre, és molt diferent. A l'església l'aparell és de carreuó ben escairat, disposat molt ordenadament en filades uniformes i regulars, que formen una banqueta en la base dels murs. És un aparell propi de l'arquitectura del s. XI. La torre, en canvi, presenta un aparell més descurat, format per carreus col·locats en filades regulars, que alternen la disposició horitzontal i vertical successivament. L'arc que obre la façana oest de la torre s'assenta sobre els brancals de l'arc presbiteral i és executat en la mateixa torre, feta de pedruscall lligat amb morter i calç. En el seu conjunt, sembla que l'obra de la torre respon a formes poc elaborades del tipus de construcció del s. XIII.

## Història
Castell termenat, documentat el 1017. Sembla que l'indret de la Torrota fou una antiga quadra, de la que se n'ha perdut el nom, sorgida arran de la repoblació d'aquesta zona exposada a la tèrbola situació de la frontera. Hi hagué al voltant de l'església i la torre un poblat medieval, tal com testimonien les prospeccions que s'han realitzat a l'indret. Potser es podria identificar amb la quadra d'«Aquila» que és esmentada en l'acta de dotació de la canònica de Sant Miquel de Montmagastre de 1054. En aquest document Arnau Mir de Tost, la seva esposa Arsenda i el seu fill Guillem lliuraren a la canònica «ipsa quadra de ipsa Aquila cum ipsa turre et cum decima que inde exierit». No es pot descartar però, que la Torrota sigui la quadra «prope Foradada» que també se cedeix en la mateixa dotació a Sant Miquel de Montmagastre. La documentació constata que el titular de l'església del lloc era sant Feliu i sembla que les afrontacions del castell d'Artesa que apareixen en la venda de l'any 1038 ho confirmarien.
Madoz en el seu «Diccionario» del 1848, en referir-se a Montsonís, comenta que «...y en la parte oriental a una distancia de un cuarto de hora, existe una torre medio destruïda con el nombre de Torre de San Feliu, en cuyo paraje se ven ruinas y vestigios de varios edificios, que indica haber habido allí alguna población; al pie de dicha torre, que data del tiempo de los moros, se observa aún una parte de capilla o mezquita, construida en igual época que la torre».